# NGC 513
NGC 513 is een spiraalvormig sterrenstelsel in het sterrenbeeld Andromeda. Het hemelobject ligt 244 miljoen lichtjaar (74,8×106 parsec) van de Aarde verwijderd en werd op 13 september 1784 ontdekt door de Duits-Britse astronoom William Herschel.

## Synoniemen
- GC 297
- IRAS 01216+3332
- 2MASX J01242680+3347585
- H 3.169
- h 111
- MCG +06-04-016
- PGC 5174
- UGC 953
- ZWG 521.20
- Ark 41